# Jad Avšalom

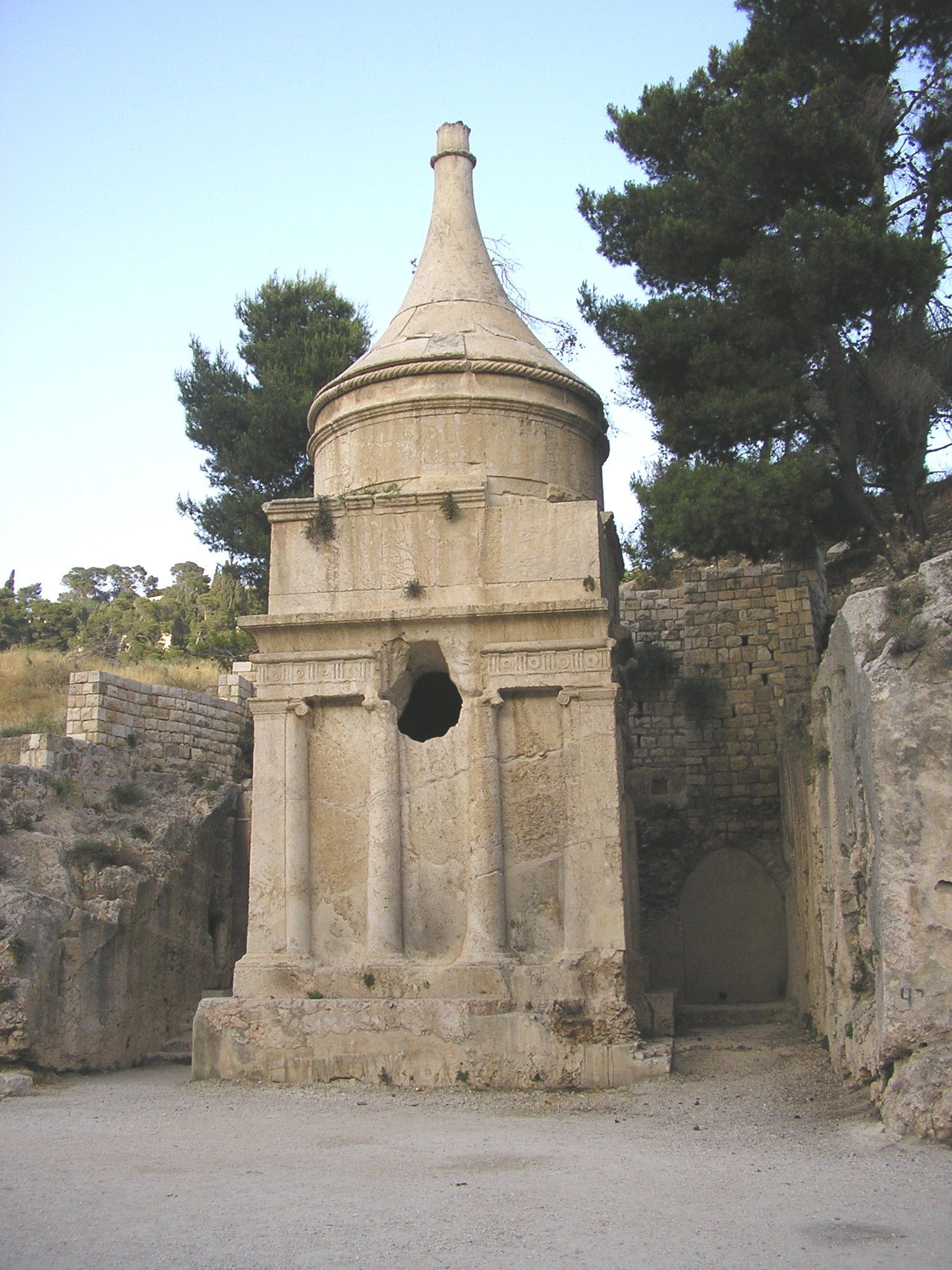
Jad Avšalom

Jad Avšalóm (hebr. יד אבשלום, doslova Ruka Abšalómova) je hrobka, která se nachází v údolí Kidron v Jeruzalémě, na Židovském hřbitově na Olivové hoře. Archeologové datují hrobku do 1. století.

## Legenda
Věří se, že hrobka patří biblickému Abšalómovi, který se vzbouřil proti svému otci, králi Davidovi. Tato víra vychází z biblického verše 2S 18, 17 (Kral, ČEP): Abšalóma vzali, hodili ho v lese do veliké strže a navršili na něj převelikou hromadu kamenů. Celý Izrael se rozutekl, každý ke svému stanu.
Obyvatelé Jeruzaléma po staletí přicházeli k tomuto monumentu se svými dětmi a ukazovali jim, co se stane synům, kteří neuposlechnou své rodiče.
Podle místní legendy Napoleon nechal pomník ostřelovat a dal odstranit tvar ruky, která byla na špici kuželovité střechy. Legenda dále říká, že to nechal Napoleon udělat z hněvu na Abšaloma, protože se vzbouřil proti svému otci. Jedná se však jen o legendu, protože je známo, že Napoleon Jeruzaléma během svého egyptského tažení nikdy nedosáhl.
Muslimská tradice spojuje pomník s faraóny – kvůli arabskému názvu „Faraónův klobouk“.

## Galerie

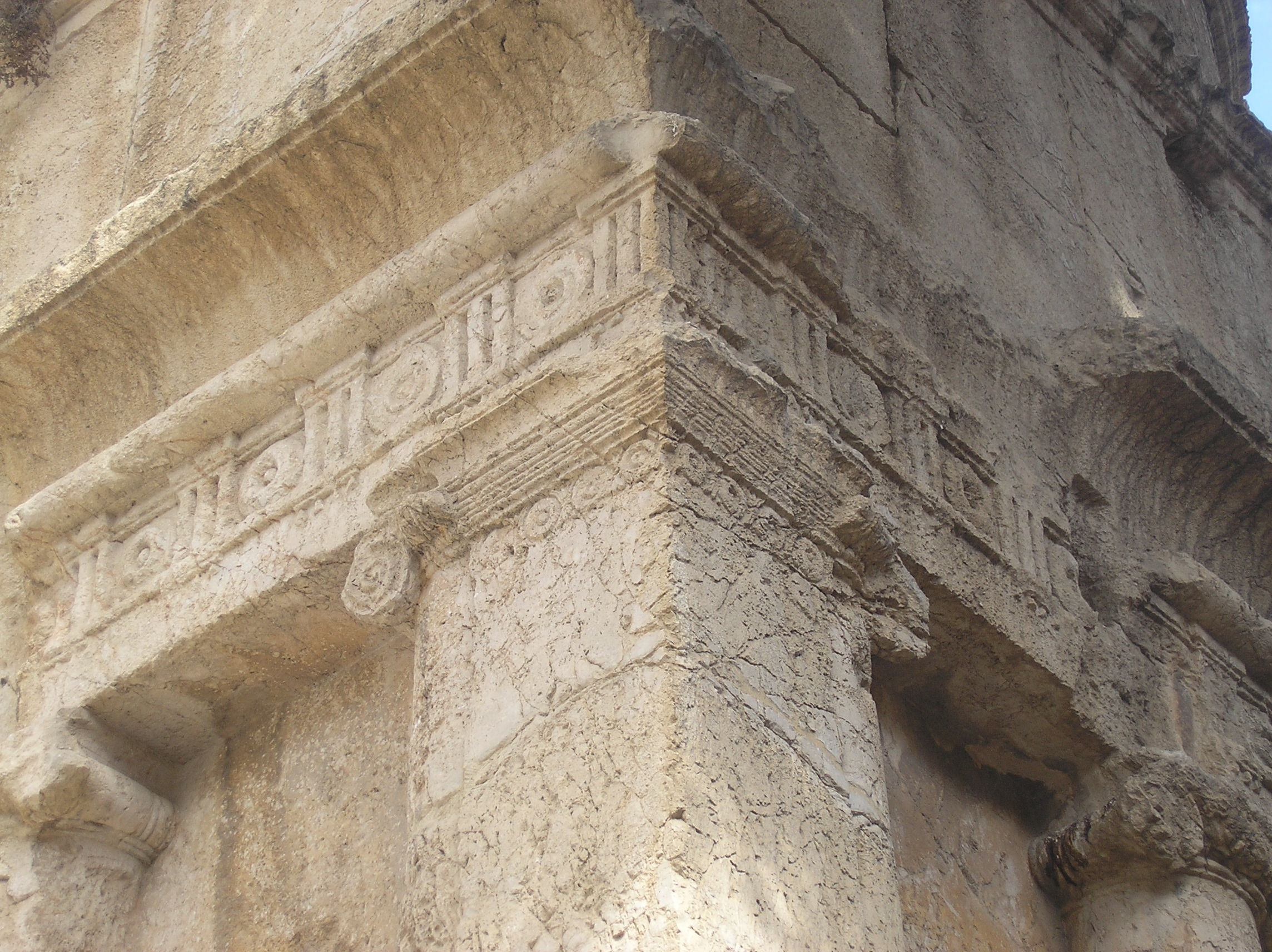
Detail hrobky
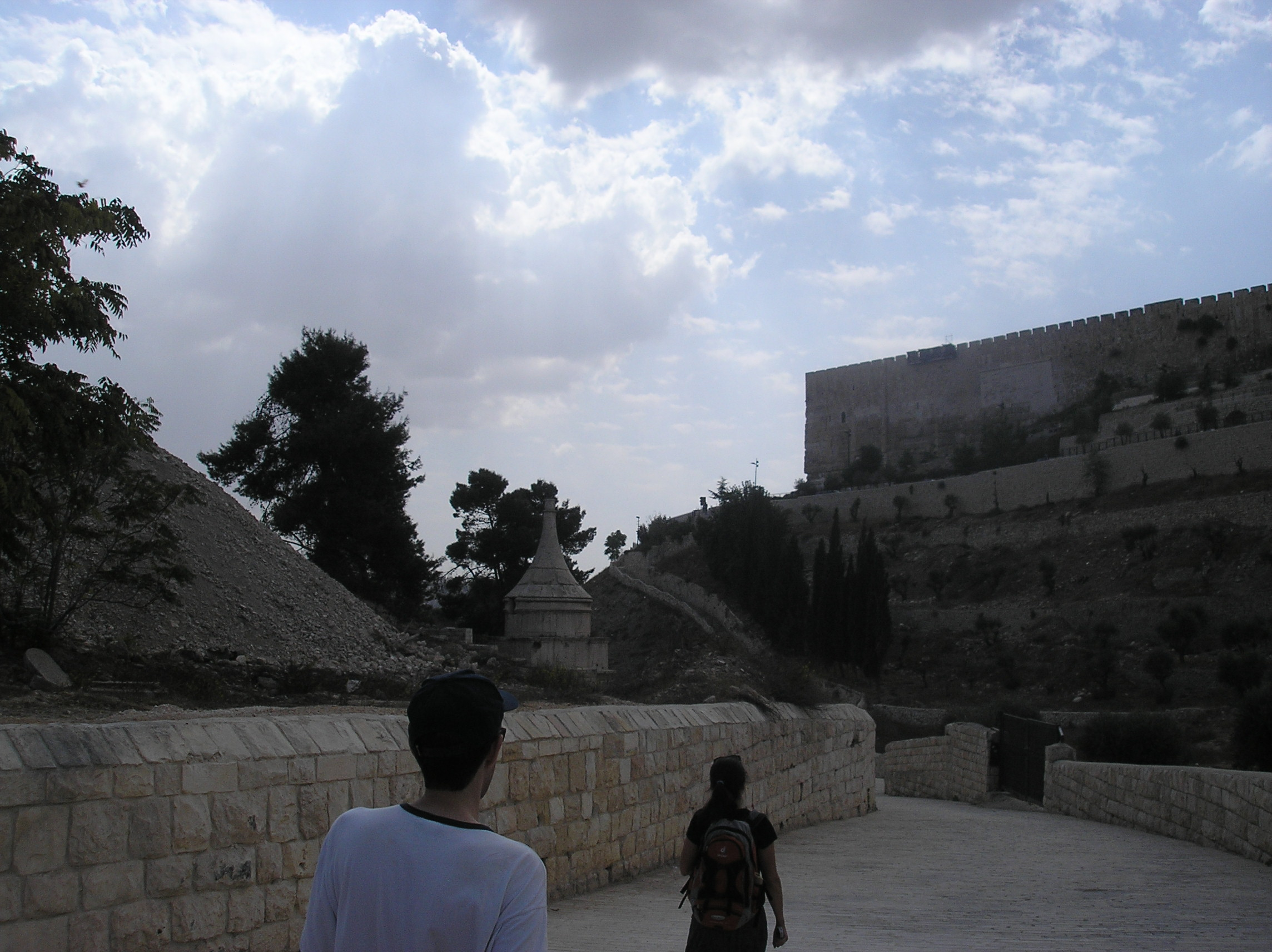
Jihovýchodní pohled na Chrámovou horu a Staré město v Jeruzalémě, poblíž Jad Avšalom